# Красный шатёр (мини-сериал)
«Кра́сный шатёр» (англ. The Red Tent) — американский историко-драматический двухсерийный мини-сериал по одноимённому роману Аниты Диамант.
Премьера сериала состоялась на канале Lifetime 7 и 8 декабря 2014 года.

## Сюжет
Времена ветхозаветных патриархов из Книги Бытия. Дина, единственная дочь Иакова от его первой жены Лии, рассказывает историю своей семьи со времен знакомства её родителей и до смерти отца. Она повествует о своих отношениях с родителями, тётями и одиннадцатью старшими братьями. Акцент Дина часто делает на значении Красного шатра, в который женщины племени Иакова «уходят кровоточить» и рожать. Здесь бесправные женщины живут своей особой жизнью: соблюдают старые традиции, поклоняются своим богам и делятся друг с другом секретами, недоступными мужчинам, которые никогда не войдут в Красный шатёр…

## В ролях
| Актёр                | Роль              |
| -------------------- | ----------------- |
| Ребекка Фергюсон     | Дина              |
| Минни Драйвер        | Лия               |
| Морена Баккарин      | Рахиль            |
| Винетт Робинсон      | Валла             |
| Агни Скотт           | Зелфа             |
| Иэн Глен             | Иаков             |
| Дебра Уингер         | Ревекка           |
| Ли Лоусон            | Лаван             |
| Эйсти Грамантайте    | Рути              |
| Дуглас Ренкин        | Рувим             |
| Саиф Аль-Варит       | Симеон            |
| Педро ЛЛойд Гардинер | Левий             |
| Уилл Тюдор           | Иосиф             |
| Семми Беннис         | Вениамин          |
| Стюарт Скудамор      | король Еммор      |
| Хиам Аббас           | королева Ре-Нефер |
| Шон Тил              | принц Сихем       |
| Тоби Себастьян       | Ре-мос            |
| Шейла Ванд           | Мерит             |
| Дауд Шах             | Бенья             |
| Зейн Рейпли          | молодой Ре-мос    |
| Уилл Пейн            | молодой Иаков     |
| Габриэль Демпси      | молодая Лия       |
| Холли Эрл            | молодая Рахиль    |
| Лени Зиглмайер       | молодая Валла     |
| Кейтлин Джозеф       | молодая Зелфа     |
| Зои Кларк            | молодая Дина      |

## Производство
- Хотя производство сериала задумывалось ещё в 2011 году, началось оно только в 2014[4]. Съёмки проходили в Марокко.